# ريتشارد غراهام (ممثل)
ريتشارد غراهام (بالإنجليزية: Richard Graham)‏ (مواليد 10 مايو 1960) هو ممثل إنجليزي. ظهر الممثل في عشرات الأفلام والمسلسلات، ولعل أبرزها فيلم تيتانك وفيلم عصابات نيويورك وفيلم خيط وهمي والمسلسلان الطويلان هوليوكس وإيست إندرز.